# 农夫塔楼
农夫塔楼（荷蘭語：Boerentoren）或KBC塔楼，是比利时安特卫普第二高建筑物，仅次于安特卫普圣母主教座堂（Onze-Lieve-Vrouwekathedraal）。它兴建于1929年到1932年，最初高87.5米，通常被认为是欧洲第一座真正的摩天大楼；直到1952年，它是欧洲最高摩天楼，直到1967年，它仍是比利时最高摩天楼（目前排名第18位）。1954年增加了天线，总高达到112.5米。1976年，塔楼屋顶升高了8.3米，因此目前屋顶高95.8米。这座建筑为装饰艺术风格，由 Jan Van Hoenacker设计。